# Эскадренные миноносцы типа «Мурасамэ» (1994)
Эскадренные миноносцы типа «Мурасамэ» (яп. むらさめ型護衛艦 мурасамэ-ката-гоэйкан, «короткий сильный ливень») — тип современных эскадренных миноносцев, состоящий на вооружении Морских Сил Самообороны Японии. Эсминцы типа «Мурасамэ» являются дальнейшим развитием эскадренных миноносцев типа «Асагири». Основной функцией эсминцев этого типа является противолодочная оборона и борьба с надводными кораблями противника. По сравнению с предшественником в конструкции эсминца применены:
- Элементы стелс-технологии;
  - наклонные поверхности надстроек по типу американских эсминцев УРО.
- C4I-БИУС нового поколения:
  - система управления огнём OYQ-9;
  - противолодочная система управления OYQ-103, эквивалентная американской AN/SQQ-89.
- Улучшенная электроника:
  - улучшенный радар OPS-24 с активной ФАР в дополнение к радару обзора поверхности OPS-28;
  - интегрированная система электронного противодействия NOLQ-3, аналогичная американской AN/SLQ-32;
  - внутрикорпусный сонар OQS-5.
- Улучшенная ракетная система:
  - установка вертикального пуска Mk41 для ракет ASROC;
  - установки вертикального пуска Mk48 для Sea Sparrow;
  - противокорабельные ракеты SSM-1B японского производства.

Планировались к постройке 14 кораблей этого типа, из которых завершено 9. Строительство остальных прекращено в связи с разработкой усовершенствованных эсминцев типа «Таканами».
За исключением «Кирисамэ» все корабли этого типа унаследовали имена японских эсминцев Второй мировой войны.

## Состав серии
| Бортовой номер | Название                                               | Заложен    | Спущен     | В строю    | Порт приписки |
| -------------- | ------------------------------------------------------ | ---------- | ---------- | ---------- | ------------- |
| DD-101         | Мурасамэ (яп. むらさめ «Короткий сильный ливень»)      | 18.08.1993 | 23.08.1994 | 12.03.1996 | Йокосука      |
| DD-102         | Харусамэ (яп. はるさめ «Мелкий весенний дождь»)        | 11.08.1994 | 16.10.1995 | 24.03.1997 | Йокосука      |
| DD-103         | Юдати (яп. ゆうだち «Внезапный летний ливень»)         | 18.03.1996 | 19.08.1997 | 04.03.1999 | Сасебо        |
| DD-104         | Кирисамэ (яп. きりさめ «Изморозь»)                     | 03.04.1996 | 21.08.1997 | 18.03.1999 | Сасебо        |
| DD-105         | Инадзума (яп. いなづま «Молния»)                       | 08.05.1997 | 09.09.1998 | 15.03.2000 | Куре          |
| DD-106         | Самидарэ (яп. さみだれ «Затяжной дождь в начале лета») | 11.09.1997 | 24.09.1998 | 21.03.2000 | Куре          |
| DD-107         | Икадзути (яп. いかづち «Гром»)                         | 25.02.1998 | 24.06.1999 | 14.03.2001 | Йокосука      |
| DD-108         | Акэбоно (яп. あけぼの «Рассвет»)                       | 29.10.1999 | 25.09.2000 | 19.03.2002 | Куре          |
| DD-109         | Ариакэ (яп. ありあけ «Рассвет»)                        | 18.05.1999 | 16.10.2000 | 06.03.2002 | Сасебо        |

## Фото

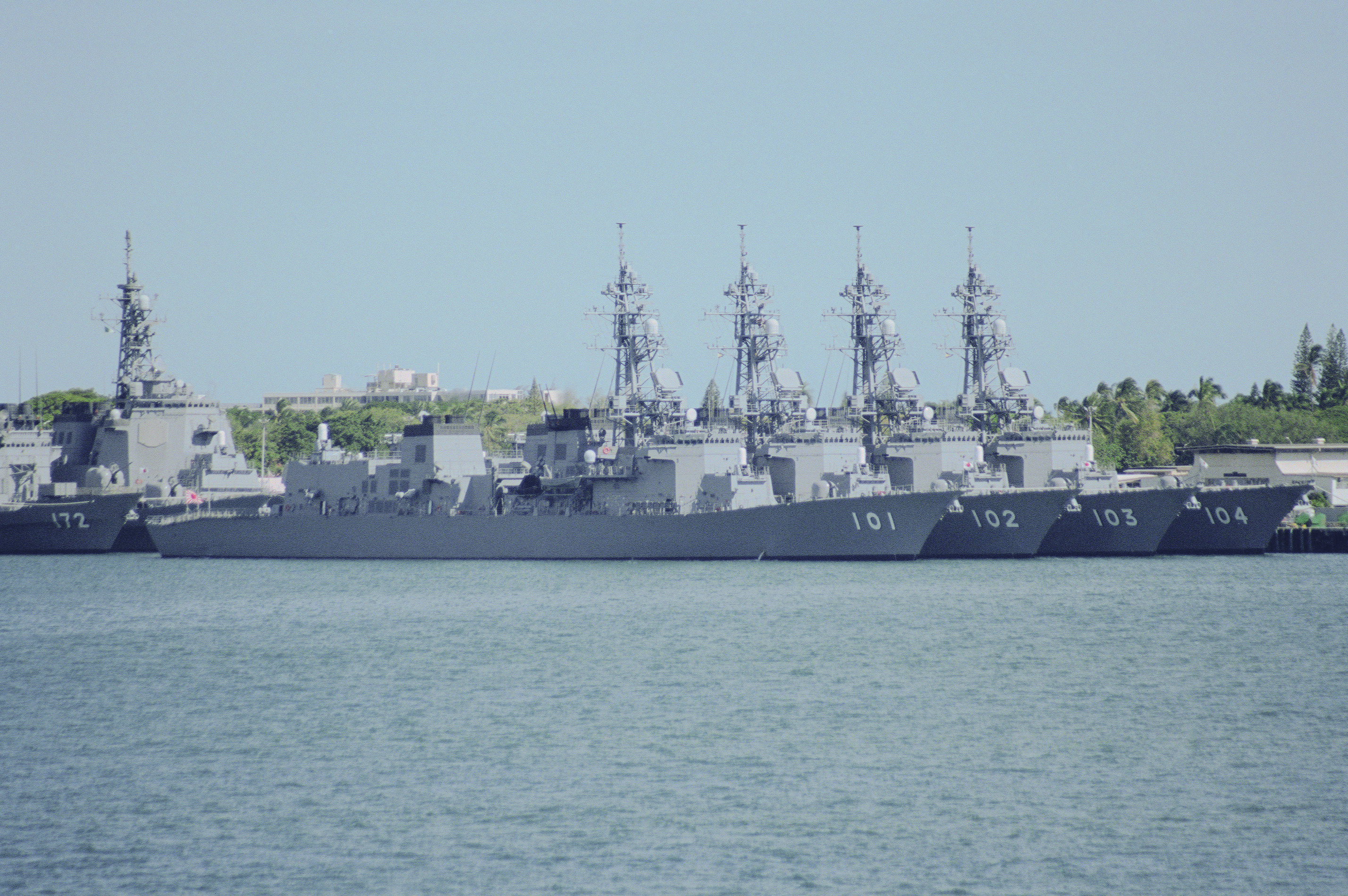
Мурасамэ (DD-101), Харусамэ (DD-102), Юдати (DD-103) и Кирисамэ (DD-104) в Перл-Харборе
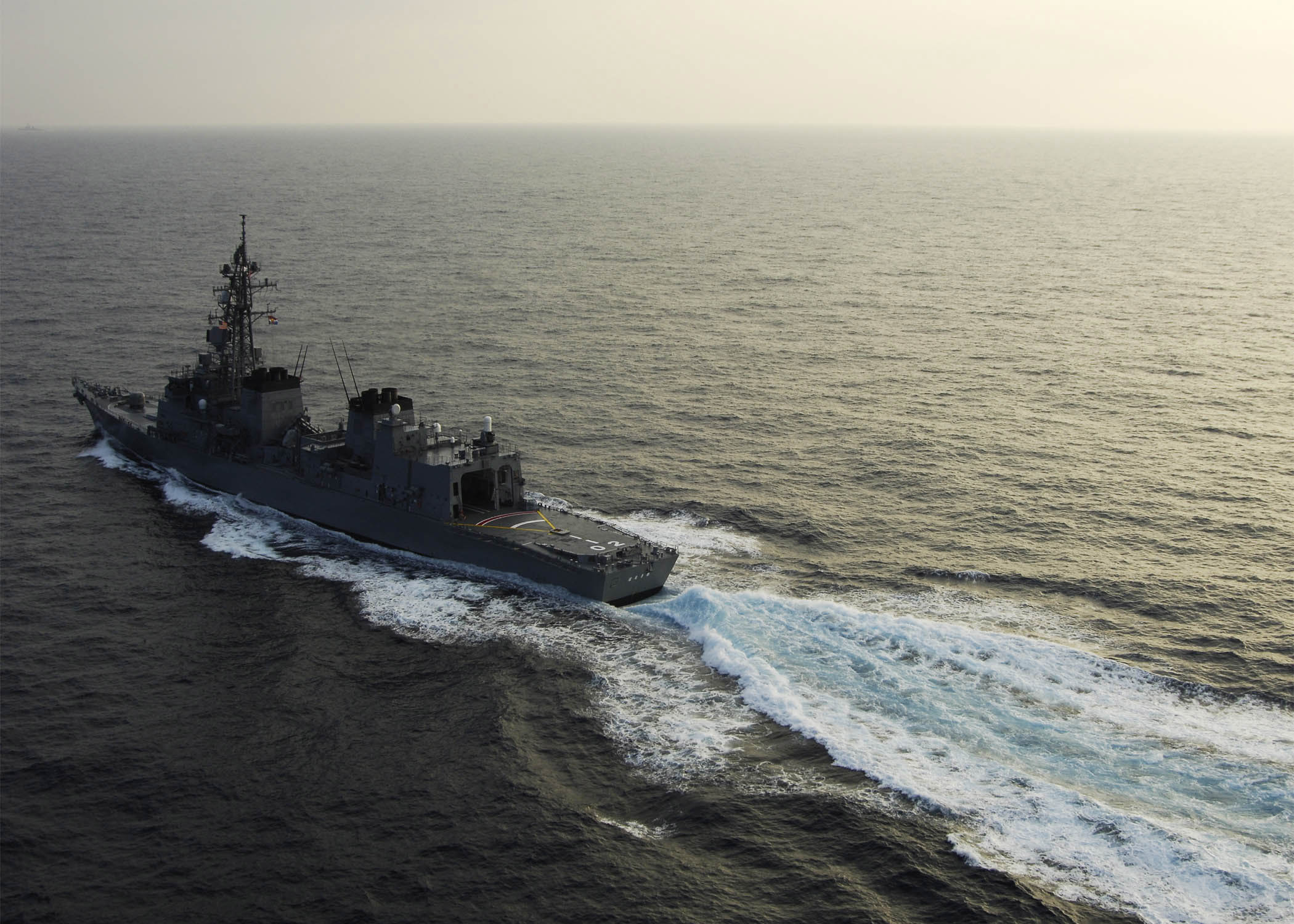
Харусамэ (DD-102)
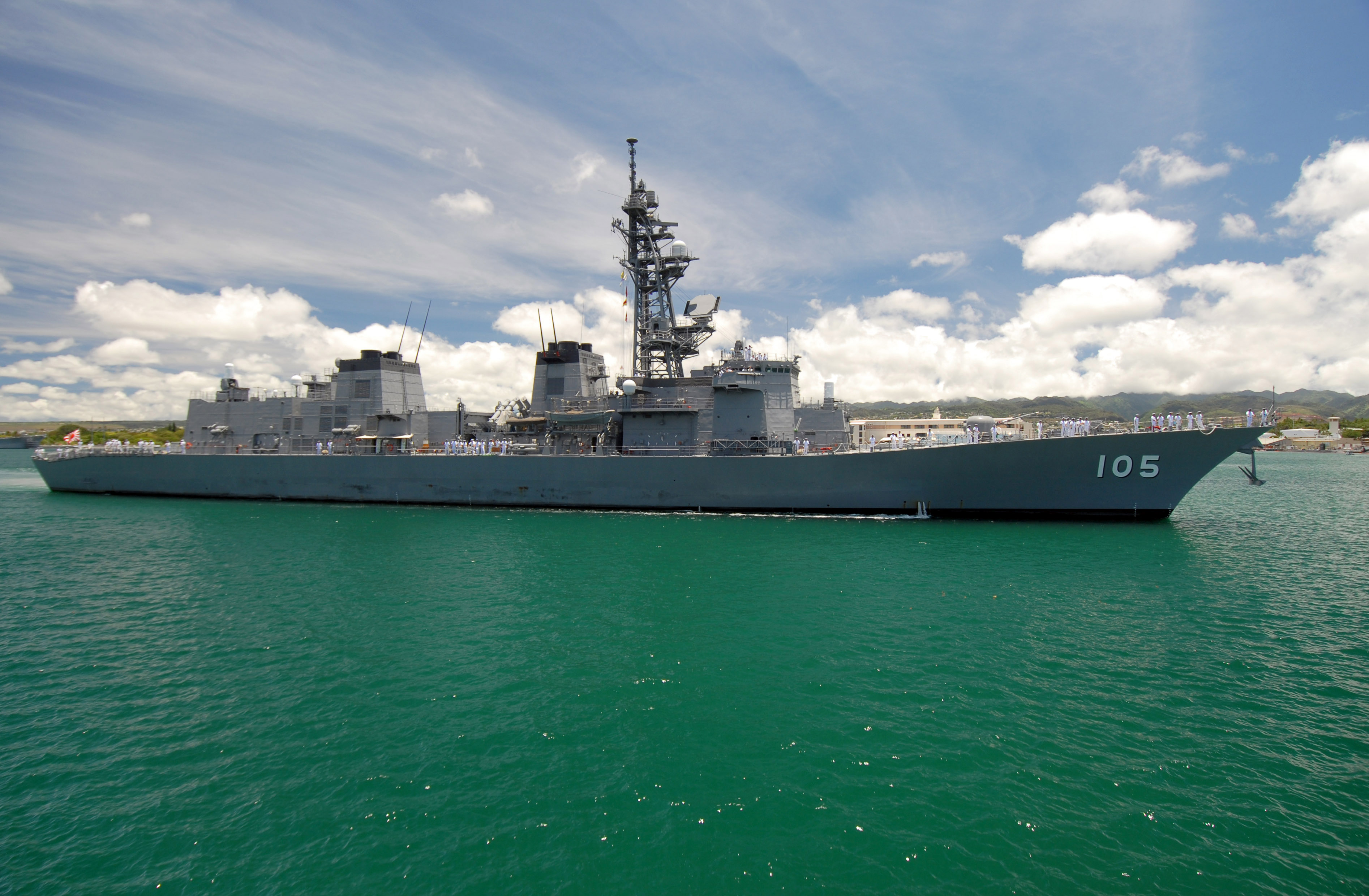
Инадзума (DD-105)
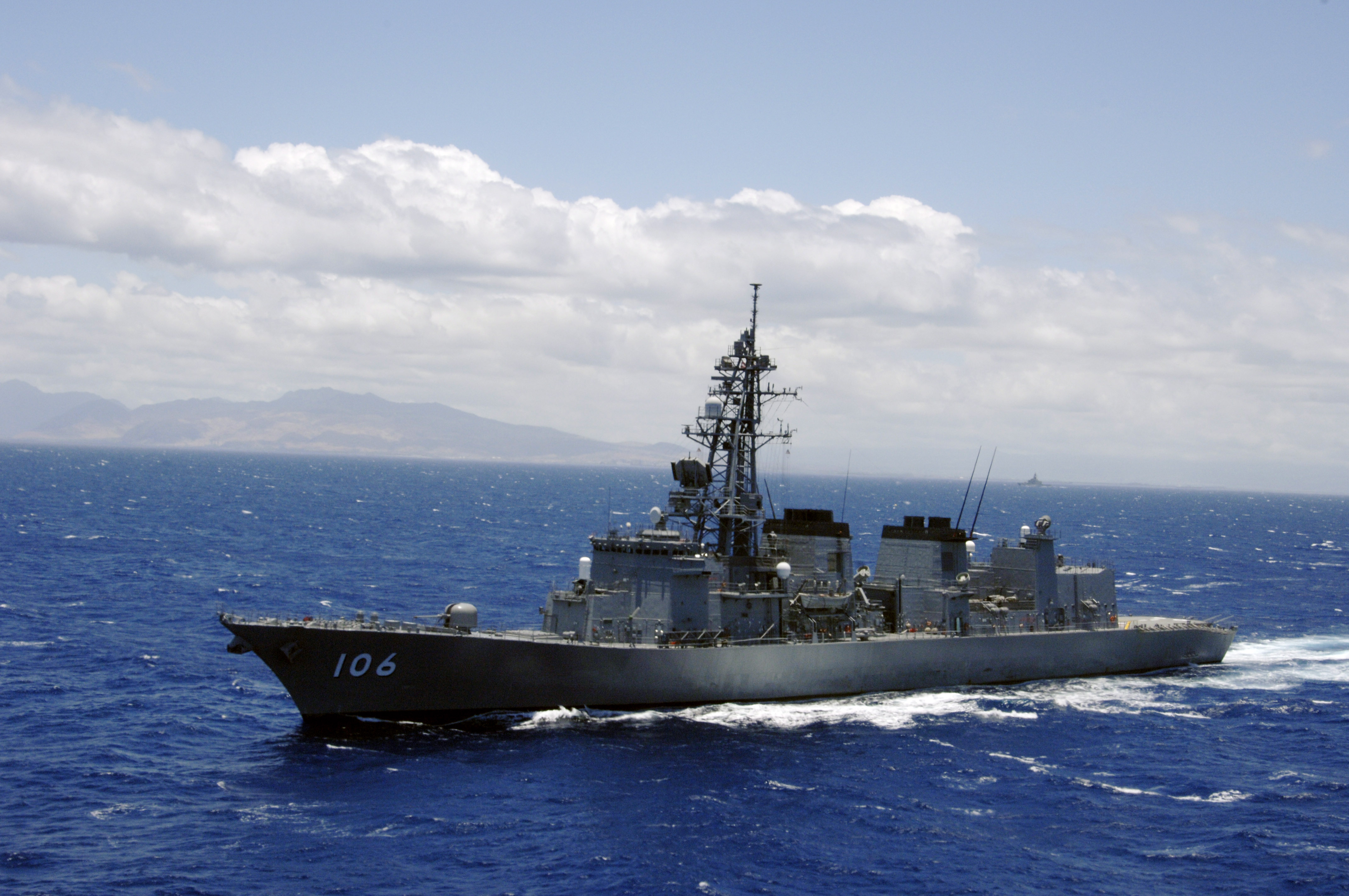
Самидарэ (DD-106)
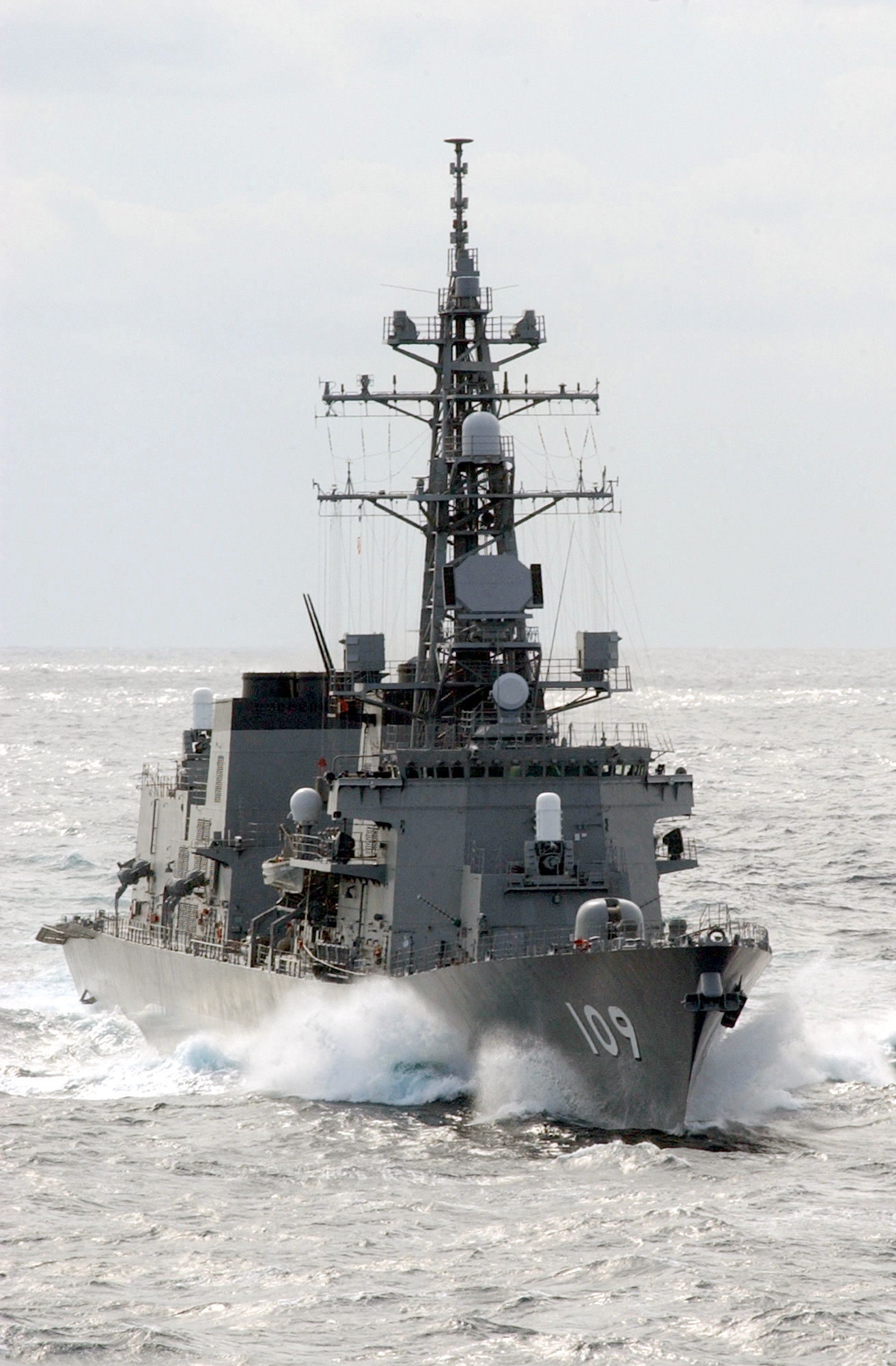
Ариакэ (DD-109)
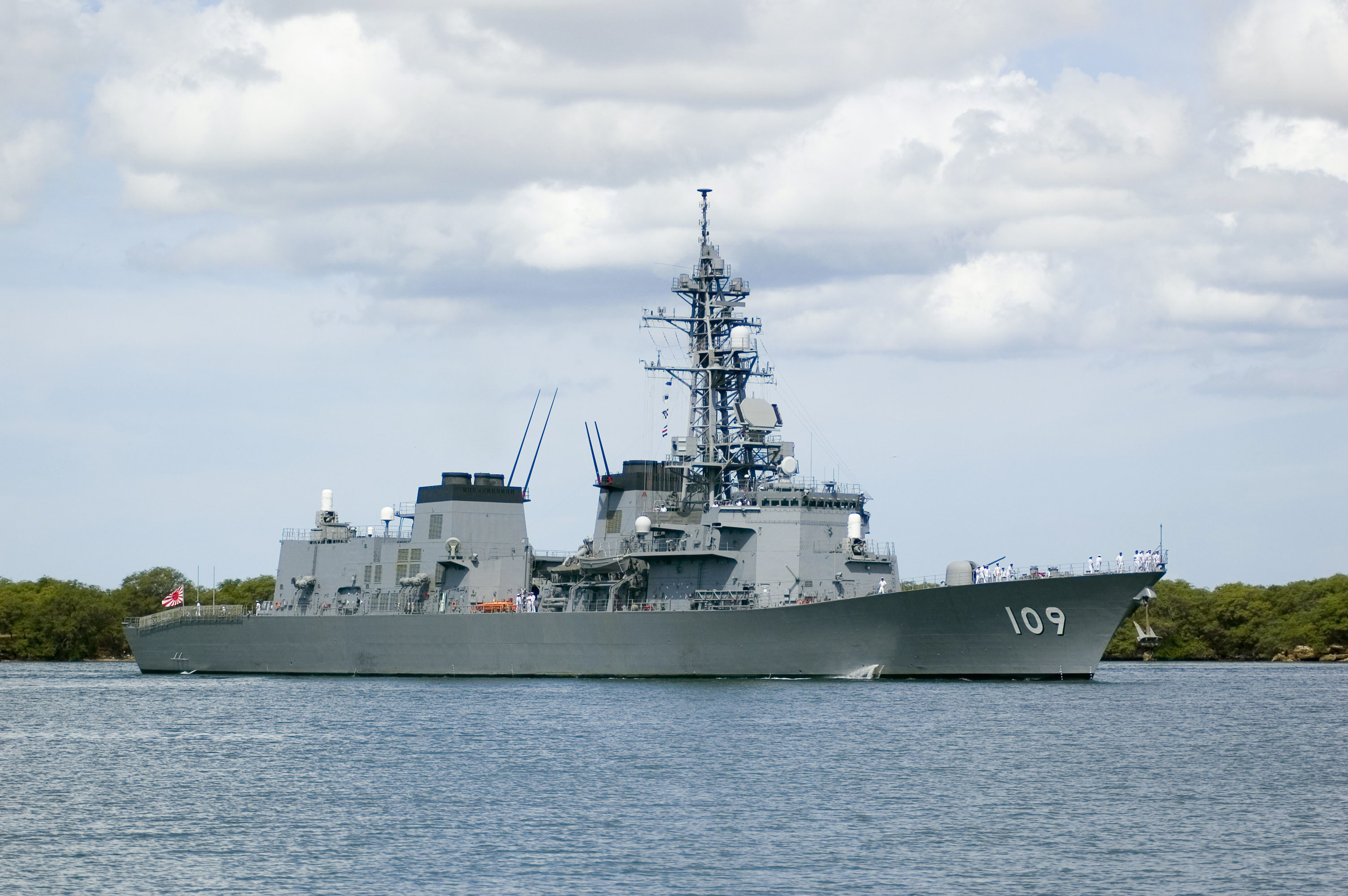
Ариакэ (DD-109)